# Crónica Anónima de Bulgaria
La Crónica Anónima de Bulgaria es un término usado para varias crónicas anónimas escritas en Bulgaria durante la Edad Media.

## Siglos XI/XII
El término es utilizado para referirse a una crónica apocalíptica apócrifa escrita en Bulgaria a finales del XI o principios del siglo XII. Esta obra también es conocida como la "crónica apócrifa de Bulgaria”.
This work is also known as the "apocryphal Bulgarian chronicle".
Dichas crónicas eran relativamente comunes en Bulgaria y Bizancio de ese periodo, y su característica definitoria era que pretendía proceder de un profeta, entregando el mensaje de Dios y anunciando que el Apocalipsis estaba cerca.

## sigloXV
Varias fuentes se refieren a una obra de principios del siglo XV con ese nombre. Según Khristov este trabajo se centra en la invasión otomana de los Balcanes. Imber, sin embargo, es más crítico de su cobertura en ese período. Según él, ese trabajo proporciona una narración desde 1296 hasta la muerte del sultán Bayezid I en 1403 y únicamente unas pocas líneas sobre la guerra civil otomana (1402-1413).